# Манишка

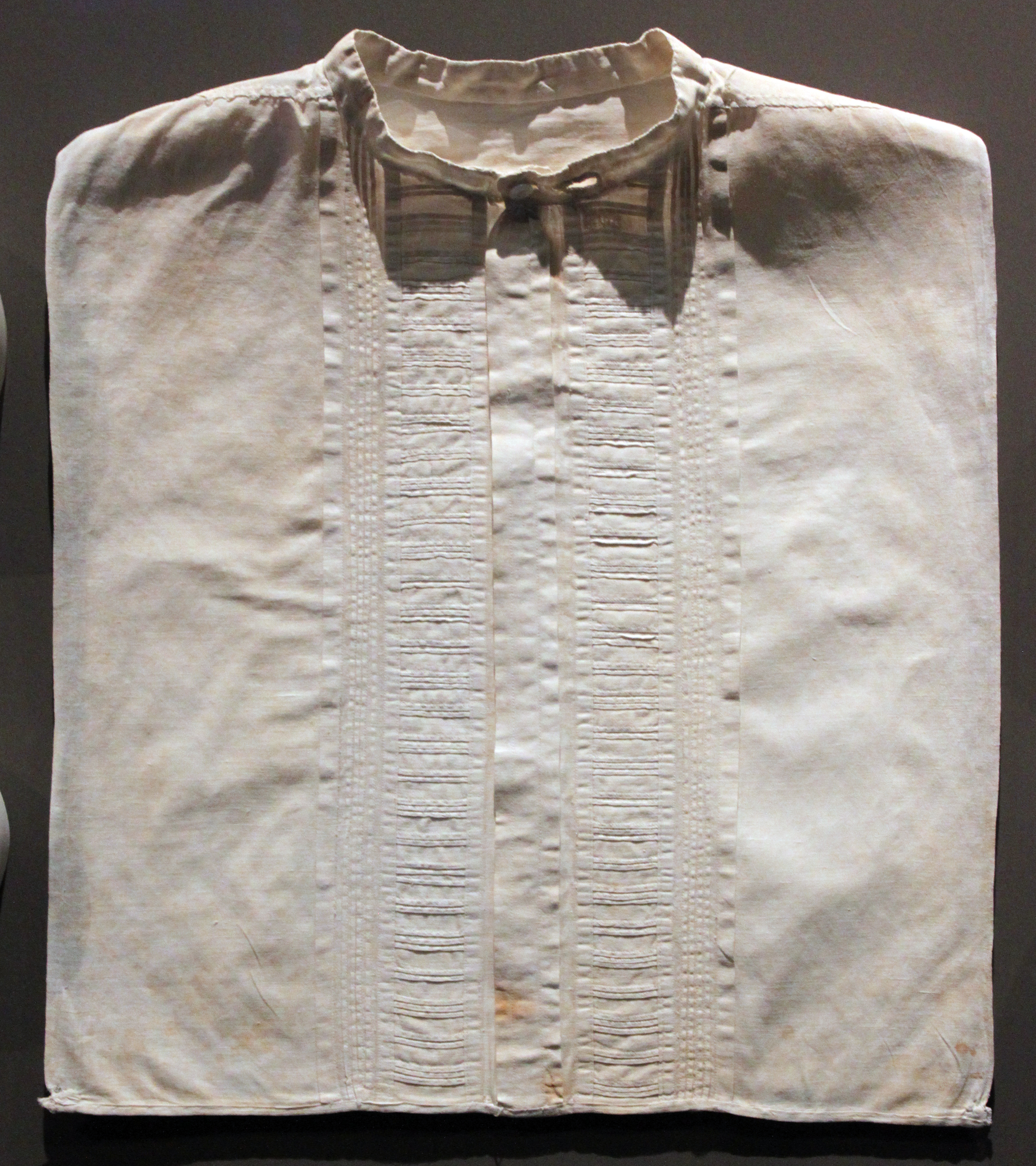
Манишка, 1915 р.

Мани́шка, рідше мані́жка — нагрудник, пришитий або пристебнутий до чоловічої сорочки, який носять з фраком або смокінгом.
У жіночому одязі манишка — нагрудник, що його носять під жакетом замість блузки, або вставка до жіночої сукні, блузки. Окрім того, «манишкою» називають в'язаний комір для захисту шиї від холоду в зимову пору року.
Походження слова «манишка», «маніжка» неясне: його пов'язують або зі словами «мана», «манити», або з фр. manche («рукав») або з пол. manyż («косметика»).

## Манишка до фрака чи смокінга
Сучасні правила передбачають до смокінга і фрака лляну крохмальну манишку зі стоячим коміром і загнутими кутами. Існують і дешеві варіанти манишок з іншого матеріалу — целулоїду, пластику, картону, вони призначені для обслужного персоналу.